# Pianokonsert nr 24 (WA Mozart)
Pianokonsert No. 24 C-moll, komponerad 1786 och framförd under någon av Mozarts abonnemangskonserter som avsåg Wiens musikälskande överklass. Verket är skrivet i komplex demonisk c-moll och betraktas som väldigt svårspelat. Temat i den första satsen är för övrigt lånat från någon av hans tidiga violinkompositioner.
Den inledande satsen inleds mystiskt och går sedan över till pampig dramatik med hotfulla stråkar i 3/4-takt. Mellansatsen går i romantisk adagio med några humoristiska partier för blåsare mot slutet. Sista satsen är pianovariationer runt ett traditionellt men samtidigt väldigt mozartskt tema. Varitionerna är väldigt olika - den första går i enkel och samspelt staccato, den andra är en väldigt annorlunda sextondels-innovation. Detta följs av ett dramatiskt utbrott som går mot en liten marsch varpå Mozart sedan går över till ett avslappnat soloparti. Detta följs av en sorglös melodi för flöjt/oboe/basun som sedan går tillbaka till satsens huvudtemat och sedan ger utrymme för en kadens.
Mozart sammanfattar hela konserten med attityd och ger den en fruktad, överraskande och omtumlande avslutning.